# 冯登国
冯登国（1965年5月—），男，中国信息安全专家，北京信息科学技术研究院院长，中国科学院软件研究所客座研究员，中国科学院院士。

## 生平
1993年毕业于西安电子科技大学密码学专业，获硕士学位。1995年毕业于西安电子科技大学通信与信息系统专业，获博士学位。
2019年当选为中国科学院院士。